# 2e corps (Royaume-Uni)
Pour les articles homonymes, voir 2e corps d'armée.
Le IIe corps est une unité militaire du Royaume-Uni, plus spécifiquement un corps de commandement de l'armée de terre britannique (British Army). Ce corps d'armée a existé comme une formation active de la British Army pendant la campagne de Waterloo, puis durant les deux guerres mondiales.

## Guerres napoléoniennes
Rassemblant une armée dans le sud des Pays-Bas pour combattre les forces résurgentes de Napoléon au printemps 1815, le duc de Wellington la transforma en corps d'armée, mélangeant délibérément des unités des contingents anglo-hanovriens, néerlandais et allemands afin que les éléments les plus faibles soient renforcés par troupes plus expérimentées ou fiables. Comme il le disait : « Il fallait organiser ces troupes en brigades, divisions et corps d'armée avec ceux qui étaient mieux disciplinés et plus habitués à la guerre».  Il plaça le IIe corps sous le commandement de Lord Hill. Cependant, Wellington n'utilisa pas le corps comme entités tactiques et continua sa pratique habituelle de donner des ordres directement aux commandants divisionnaires et inférieurs. Lorsqu'il forma son armée sur la crête de Waterloo, les éléments des différents corps étaient mélangés, et bien qu'ayant donné le commandement de Hill de l'aile gauche, cela comprenait des éléments du Ier corps. Après la bataille, la structure du corps fut rétablie pour l'avance en France, et Wellington donna des ordres par l'intermédiaire de Hill et des autres commandants de l'unité.

### Composition du IIeecorps dans la campagne de Waterloo
GOC : lieutenant-général Lord Hill
- 2e division (britannique) (anglo-hanovrienne)
- 4e division (britannique) (anglo-hanovrienne)
- 1re division néerlandaise
- Contingent indien néerlandais

## Avant la Première Guerre mondiale
Après la campagne de Waterloo, la structure du corps d'armée disparut de l'armée britannique pendant un siècle, à l'exception de corps ad hoc assemblés lors de manœuvres annuelles, notamment les manœuvres de l'armée de 1913. En 1876, un plan de mobilisation pour huit corps d'armée fut publié, avec le « Second Corps » basé à Aldershot et composé de troupes régulières et de miliciens. En 1880, son organisation se composait comme suit :
- 1st Division (Aldershot)
  - 1st Brigade (Aldershot)
    - 2nd Bn. 19th Foot (Aldershot), 41st Foot (Aldershot), 45th Foot (Aldershot)

  - 2nd Brigade (Aldershot)
    - 75th Foot (Aldershot), 96th Foot (Aldershot), 109th Foot (Aldershot)

  - Divisional Troops
    - 2nd Bn. 18th Foot (Aldershot), Berkshire Yeomanry (Hungerford), 17th Comp. Royal Engineers (Aldershot)

  - Artillery
    - K/3rd Brigade RA (Woolwich), H/4th Brigade RA (Aldershot), M/2nd Brigade RA (Aldershot)
- 2nd Division (Guildford)
  - 1st Brigade (Guildford)
    - 26th Foot (Aldershot), 53rd Foot (Aldershot), 1st Bn. Rifle Brigade (Aldershot)

  - 2nd Brigade (Guildford)
    - 32nd Foot (Jersey), 108th Foot (Portsmouth)

  - Divisional Troops
    - 52nd Foot (Aldershot), Oxfordshire Yeomanry (Woodstock)

  - Artillery
    - L/2nd Brigade RA (Aldershot), E/1st Brigade RA (Aldershot), K/4th Brigade RA (Aldershot)
- 3rd Division (Dorking)
  - 1st Brigade (Dorking)
    - Ayr and Wigtown Militia (Ayr), Renfrew Militia (Paisley), Perth Militia (Perth)

  - 2nd Brigade (Dorking)
    - Galway Militia (Longbrea), North Cork Militia (Mallow), South Cork Militia (Bandon)

  - Divisional Troops
    - Armagh Militia (Armagh), Middlesex Militia (Uxbridge)

  - Artillery
    - E/5th Brigade RA (Bristol), P/5th Brigade RA (Trowbridge), L/3rd Brigade RA (Woolwich)
- Cavalry Brigade (Lewes)
  - 11th Hussars (Aldershot), 5th Dragoon Guards (Aldershot), 16th Lancers (Brighton), Hampshire Yeomanry (Winchester), A Battery A Brigade RHA (Aldershot)
- Corps Artillery (Artillery)
  - C Battery A Brigade RHA (Aldershot), G Battery C Brigade RHA (Christchurch), D Battery C Brigade RHA (Dorchester)
  - A/1st Brigade RA (Devonport), A/6th Brigade RA (Woolwich)
- Corps Engineers (Aldershot)
  - 15th Company Royal Engineers and Field Park (Kensington)

Ce régime avait été abandonné en 1881. Le mémorandum de Stanhope de 1891 (rédigé par Edward Stanhope lorsque secrétaire d'État à la guerre) établissait la politique selon laquelle, après avoir fourni des garnisons et l'Inde, l'armée devrait être en mesure de mobiliser trois corps d'armée pour la défense intérieure, deux de troupes régulières et un en partie de milice, de trois divisions chacune. Ce n'est qu'après ces engagements, espérait-on, que deux corps d'armée pourraient être organisés pour l'éventualité improbable d'un déploiement à l'étranger. Les estimations de l'armée de 1901 introduites par St John Brodrick permettaient la création de six corps d'armée basés sur les six commandements régionaux, dont seul le Ier corps (Aldershot Command et IIe corps (Southern Command on Salisbury Plain) serait entièrement composé de troupes régulières. Cependant, ces dispositions restent théoriques. Les réformes Haldane de 1907 ont établi un corps expéditionnaire britannique (BEF) de six divisions pour le déploiement outre-mer, qui ne prévoyait aucun quartier général intermédiaire entre le QG et les divisions d'infanterie.

## Première Guerre mondiale
Lors de la mobilisation en août 1914, il fut décidé que le BEF aurait un corps d'armée à deux divisions comme les armées françaises avec lesquelles il devait opérer. Mais il n'existait qu'un seul QG de corps, deux étaient improvisés. Le IIe corps rejoignit la France en août 1914 sous le commandement de James Grierson, mais celui-ci mourut subitement dans le train du front le 17 août. John French (GOCinC BEF) espérant nommé Herbert Plumer comme successeur de Grierson, choisira plutôt Horace Smith-Dorrien, transféré du Southern Command, à la demande du secrétaire d'État à la guerre, lord Kitchener. Smith-Dorrien rencontra son QG à Bavai le 21 août. Le IIe corps fut engagé pour la première fois deux jours plus tard à la bataille de Mons et opéra sur le front occidental pendant toute la guerre.

### Composition du IIecorps pendant la Première Guerre mondiale
La composition du corps d'armée changeait fréquemment. Quelques ordres de bataille représentatifs du IIe corps sont donnés ici.
Ordre de bataille de la bataille de Mons le 23 août 1914:
GOC : Lieutenant général Sir Horace Smith-Dorrien (commandement à compter du 21 août 1914)
- Brigadier-général, état-major : GT Forestier-Walker
- Brigadier-général, Royal Artillery : AH Short
- Colonel, Royal Engineers : Général de brigade E. A. Sandbach
- 3e division
- 5e division
- Troupes de l'armée attachées (20 août 1914)[8]
  - 2e compagnie des transmissions du QG de l'armée, Royal Engineers
    - Section E (conduite d'air)
    - Sections M, O et P (câble)

  - Train de pont n° 2, Royal Engineers
  - Escadron C, North Irish Horse
  - Compagnie, 1re Bn Cameron Highlanders
  - Section A, Ambulance de campagne no 19, Royal Army Medical Corps

Ordre de bataille sur la Somme (bataille de la crête de Bazentin du 14 au 17 juillet 1916)
GOC : Général de division Claud Jacob (en)
- 1re division
- 23e division
- 34e division

Ordre de bataille au début de l'avancée finale en Flandre (27 septembre 1918)
GOC : Lieutenant général Claud Jacob
- 9e division (Scottish)
- 29e division
- 36e division (Ulster)

## Seconde Guerre mondiale
Au déclenchement de la Seconde Guerre mondiale, le IIe corps fut mobilisé à Salisbury avec deux divisions d'infanterie non préparées, sous le commandement du lieutenant-général Alan Brooke du Southern Command. L'insigne du IIe corps, conçu par son chef d'état-major, Vyvyan Pope, était un jeu de mots visuel sur le nom de son commandant, qui était également un pêcheur passionné : il représentait un saumon sautant rouge sur trois bandes bleues ondulées sur un fond blanc, le tout dans une bordure rouge oblongue. Le corps passa en France pour rejoindre le Corps expéditionnaire britannique (BEF) à la fin de septembre 1939 et se déplaça aussitôt jusqu'à la frontière française. Il participa à l'avance en Belgique, puis fut repoussé avec le reste du BEF à Dunkerque. Pendant la retraite, le IIe corps couvrit le flanc gauche vulnérable du BEF. Le 29 mai 1940, Brooke reçut l'ordre de retourner en Grande-Bretagne pour former une nouvelle force, et il passa le commandement temporaire du IIe corps au général de division Bernard Montgomery de la 3e division. Sous Montgomery, le IIe corps fut évacué de Dunkerque en juin 1940.

### Composition du IIecorps pendant la Seconde Guerre mondiale
Ordre de bataille à Dunkerque
GOC : Lieutenant-général Alan Brooke (jusqu'au 30 mai 1940)
Major-général Bernard Montgomery (par intérim depuis le 30 mai 1940)
- 3e division d'infanterie
- 4e division d'infanterie
- 5e division d'infanterie (dans la réserve du QGQ le 10 mai)
- 50e division d'infanterie (Northumbrian)
- Royal Artillery[14]
  - 60e régiment de campagne de l'armée (North Midland)[15]
  - 88e (2nd West Lancashire) Army Field Regiment (attaché à la 1re division le 28 mai)[16]
  - 53e régiment moyen (London)[17]
  - 59e (4e régiment West Lancashire) moyen[18]
  - 53e régiment anti-aérien léger (King's Own Yorkshire Light Infantry)[19]
  - 2e régiment d'arpentage
- Troupes du IIe corps, Royal Engineers
  - 222e, 234e, 240e compagnies de l'armée sur le terrain
  - 108e corps Field Park Company
  - 14e corps Field Survey Company
- 2e (London) Corps Signals, Royal Corps of Signals
- Infanterie - mitrailleuses
  - 2e bataillon, Royal Northumberland Fusiliers
  - 2e et 1er / 7e bataillons, Middlesex Regiment

### Plans de désinformation
Après avoir commandé des forces au Royaume-Uni, à partir de Lower Hare Park près de Newmarket au sein de l'Eastern Command, le corps était en cours de dissolution au début de 1944 lorsqu'il fut sélectionné pour être l'un des deux corps comprenant la 4e armée britannique fictive, qui sous le plan de désinformation « Fortitude North » censé attaquer la Norvège.
Pour cette opération, le corps était censé avoir son siège à Stirling en Écosse et se composait théoriquement de la véritable 3e division d'infanterie (bientôt remplacée par la 58e division d'infanterie fictive), de la véritable 55e division d'infanterie (West Lancashire) en Irlande du Nord et de la véritable 113e brigade d'infanterie indépendante aux Orcades. Sous l'opération, l'unité était censée attaquer Stavanger, avec la 3e division (plus tard la 58e) et les commandos et parachutistes de soutien s'emparant des aérodromes, la 55e division (West Lancashire) se joignant comme suivi ; le véritable XVe corps américain d'Irlande du Nord augmenterait la force, avançant sur Oslo.
Le corps fut transféré au First United States Army Group (FUSAG) au début de juin 1944 et déménagea dans le Lincolnshire ; rétablit dans la quatrième armée lorsque cette formation rejoignit le FUSAG pour « Fortitude South II », le quartier général étant maintenant à Tunbridge Wells dans le Kent, sous le commandement des 55e et 58e divisions britanniques et de la 35e brigade blindée britannique. Il fut théoriquement transféré en France à la fin de septembre, composé de la 55e division essentiellement théorique, de la véritable 79e division blindée et de la 76e division d'infanterie fictive ; aussi apparemment parfois la véritable 59e division d'infanterie (Staffordshire), dissoute mais théoriquement maintenue en opération. Le corps faisait théoriquement partie de la 1re armée canadienne lors de l'opération de tromperie Trolleycar II (menaçant d'attaquer les Allemands aux Pays-Bas) en novembre 1944.

## Après la Seconde Guerre mondiale
Après la Seconde Guerre mondiale, celui-ci était basé au Moyen-Orient, contrôlant les forces britanniques autour du canal de Suez. Après le retrait britannique d'Égypte, le IIe corps était également la force de contrôle de l'invasion du pays pendant la crise de Suez, contrôlant apparemment la 3e division d'infanterie et la 16e brigade de parachutistes. Le lieutenant général Hugh Stockwell commandait le corps pendant « Musketeer ».

## Commandants successifs
Les commandants ont inclus:
- 1er octobre 1901 - 31 décembre 1904 Général Henry Evelyn Wood (en)[23],[24]
- Août 1914 Lieutenant-général James Grierson[25]
- Août-décembre 1914 Lieutenant-général Horace Smith-Dorrien[26]
- Janvier 1915 - mai 1916 Lieutenant-général Charles Fergusson [27]
- Septembre 1916 - Septembre 1919 Lieutenant-général Claud Jacob (en)[28]
- Septembre 1919 - novembre 1919 Lieutenant-général Alexander Godley
- 1939-1940 Lieutenant-général Alan Brooke
- Mai-juin 1940 Lieutenant-général Bernard Montgomery
- 1940-1941 Lieutenant-général Edmund Osborne (en)
- 1941-1942 Lieutenant-général Kenneth Anderson
- Avril-septembre 1942 Lieutenant-général James Stuart Steele (en)
- 1942-1943 Lieutenant-général Gerald Templer
- Juillet-octobre 1943 Lieutenant-général Herbert Lumsden
- 1943-1944 Lieutenant-général Desmond Anderson (en)